# Hege Waldeland
Hege Waldeland, född 17 april 1944, är en svensk cellist.
Waldeland studerade för Erling Bløndal Bengtsson i Köpenhamn och i Paris. Hon har varit verksam som kammarmusiker och som konsertmästare i Sjællands symfoniorkester, samt lärare vid musikhögskolan i Malmö. Hege Waldeland är dotter till Hilda Waldeland.